# Caryomyia viscidolium
Caryomyia viscidolium är en tvåvingeart som beskrevs av Gagne 2008. Caryomyia viscidolium ingår i släktet Caryomyia och familjen gallmyggor. Inga underarter finns listade i Catalogue of Life.